# كرة غة بايين (مقاطعة دلفان)
كرة غة بايين (بالفارسية: کره گه پایین) هي قرية تقع في قسم كاكاوند الغربي الريفي (مقاطعة دلفان) في إيران. يقدر عدد سكانها بـ 22 نسمة بحسب إحصاء 2016.